# David Kořínek
David Kořínek (* 10. listopadu 1973 Brno) je český vysokoškolský pedagog, publicista a intermediální umělec, člen umělecké skupiny Rafani.

## Život a dílo
Narodil se v Brně jako syn literární vědkyně a pedagožky Drahomíry Vlašínové (* 19. dubna 1944), jeho otčímem byl literární historik Štěpán Vlašín. 
V letech 1990–1994 absolvoval obory filmová věda a estetika na Masarykově univerzitě v Brně. Během studií začal spolupracovat s Českou televizí jako režisér a scenárista na publicistických a dokumentárních pořadech, několik let zde pracoval jako dramaturg. S Českou televizí dlouhodobě spolupracuje jako režisér publicistického pořadu o vizuálním umění Artmix. V letech 1998–2008 učil na Fakultě sociálních studií MU, kde vedl studijní program digitální média. S Federicem Díazem spoluzaložil v roce 2008 Ateliér supermédií na pražské VŠUP, který vedl do roku 2018 a kde se habilitoval. Poté byl do roku 2022 vedoucím katedry Centrum audiovizuálních studií na FAMU v Praze. Od září 2022 působí na Katedře dějin a teorie umění Fakulty umění a designu Univerzity Jana Evangelisty Purkyně v Ústí nad Labem (UJEP), kde od února 2023 zastává pozici proděkana pro vnější vztahy a internacionalizaci. V prosinci 2024 tamtéž obdržel profesorský titul v oboru Vizuální komunikace.
Ve svém akademickém a uměleckém působení se zaměřuje na teorii a praxi pohyblivého obrazu v kontextu vizuálního umění a na současné umění ve spojení s audiovizuálními médii (video, film, nová média, post-internet, performance,…). Jeho publikační činnost zahrnuje odborné texty v uměleckých časopisech a sbornících, například Rozplétání sítí v Arte Acta č. 7 (2022) či editaci publikace Supernova (2019). Věnuje se též kurátorské činnosti.  
Je členem skupiny Rafani, se kterou se od roku 2007 podílí na výstavách v evropských galeriích a institucích, přičemž tvorba skupiny zahrnuje galerijní instalace, práce ve veřejném prostoru, videa a celovečerní dokumenty.

## Publikace (výběr)
- KOŘÍNEK, D. Rozplétání sítí. Arte Acta č. 7. NAMU, 2022. s. 121–122
- KOŘÍNEK, D. Když je teď dole. In CHARVÁT, M. Jussi Parikka: Od archeologie ke geologii médií. NAMU, 2022, s. 5–10
- KOŘÍNEK, D. Just Dance. Artalk, 17. 12. 2021
- KOŘÍNEK, D. Tak daleko, tak blízko! Art Antiques, prosinec 2021. ISSN 1213-8398.
- KOŘÍNEK, D. Supernova (editor a autor předmluvy), UMPRUM, Praha 2019, ISBN: 9788087989791
- KOŘÍNEK, D. Současná nová, In Momentum. Umění a kosmopolitní modernita, Masarykova univerzita, Brno, 2018, ISBN: 978-80-210-8995-2

## Výstavy se skupinou Rafani
Samostatné výstavy (výběr)
- Rafani S21E06: 4hlav, Moravská galerie, Brno, 2022
- Rafani S21E05: Hnutí, Moravská galerie, Brno, 2021
- Rafani S21E04: Ne, Moravská galerie, Brno, 2021
- Rafani S21E03: Hranice, Moravská galerie, Brno, 2021
- Směr větru, Proluka, 2021
- Rafani S20E01: Zdroj, 2020, Moravská galerie, Brno, 2020
- O nevyvrátiteľnosti v zemi za obzorom – Narcis, Nová synagóga, Žilina, Slovensko, 2019
- Rafani Art Apartment in the Heart of the City, Experimentální prostor NOD, 2019
- Rafani, České kulturní centrum, Paříž, 2018[4]